# Andrea di Cosimo Feltrini

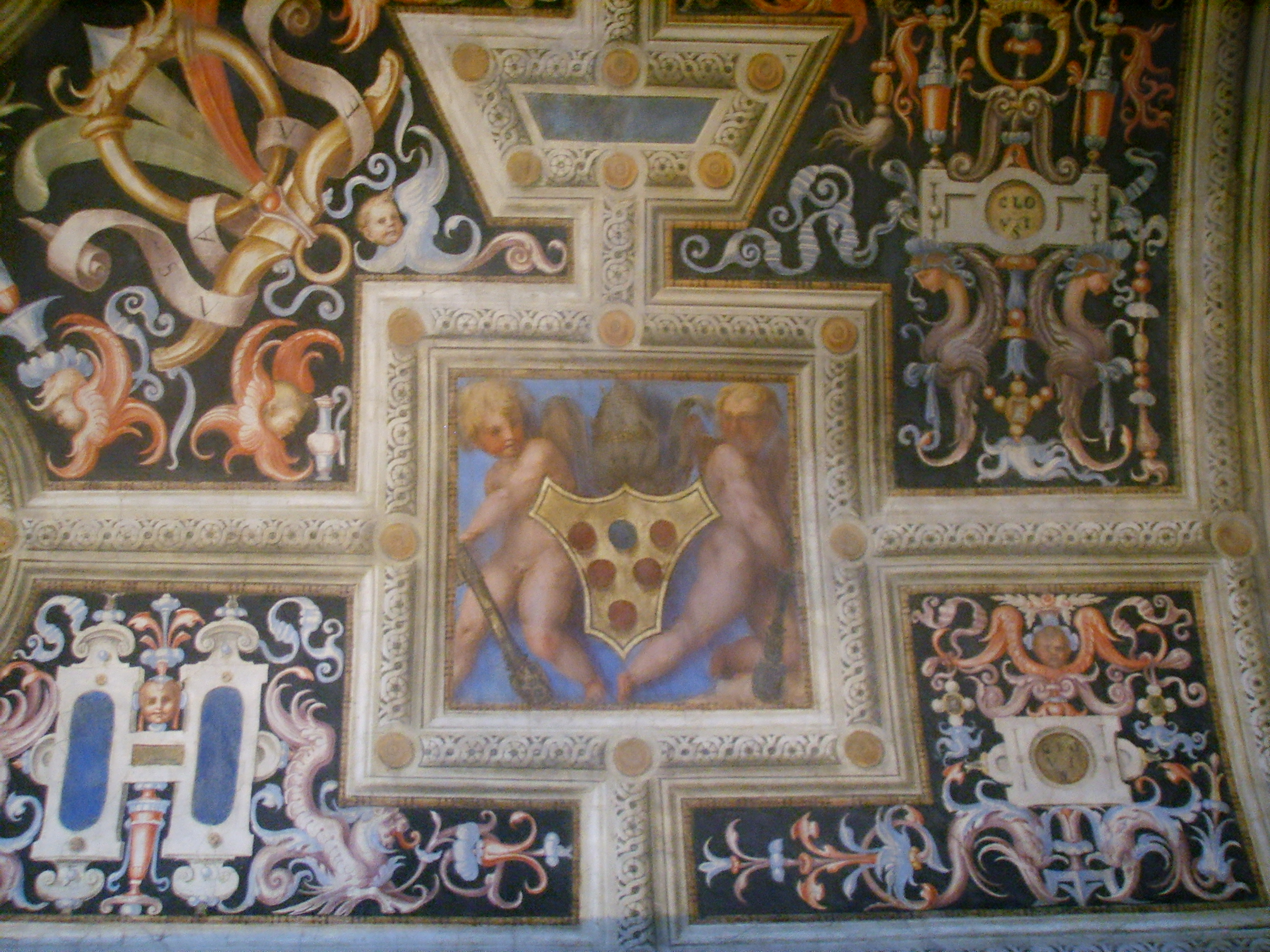
Grottesche di Andrea Feltrini nella volta della Cappella dei Papi, con riquadri figurati di Pontormo

Andrea di Cosimo Feltrini (Firenze, 1477 – Firenze, 1548) è stato un pittore italiano.

## Biografia
Chiamato "di Cosimo" non per il nome del padre ma per l'alunnato presso Cosimo Rosselli (un po' come per Piero di Cosimo), l'artista si specializzò all'inizio del Cinquecento nelle grottesche, tema allora in gran voga. Giorgio Vasari mette la sua vita assieme a quella di Morto da Feltre, scopritore dello stile romano antico detto delle grottesche (infatti la pittura romana si era conservata solo sottoterra nelle "grotte" appunto, da cui il nome. Non solo quindi pitture fantastiche e arzigogolate, ma anche scene di paesaggio e figure). Il suo secondo nome "feltrini" è un omaggio quindi a Morto da Feltre, che fu suo ospite a lungo nel suo soggiorno fiorentino e che fu suo maestro per tale modo di dipingere(vedi "Vita di Morto da Feltre e Andrea di Cosimo Feltrini" in "Le vite " di Giorgio Vasari). Lavorò alla Santissima Annunziata (1510-1514), (il legame con Morto qui si conferma perché anche qui Morto dipinse una spalliera per mastro Valerio dei Serviti ritrovata nel 2003) con particolare fervore dopo l'elezione a pontefice del fiorentino Giovanni de' Medici (Leone X), spesso dovendo delegare alcuni lavori a giovani colleghi quali Pontormo e Rosso Fiorentino.

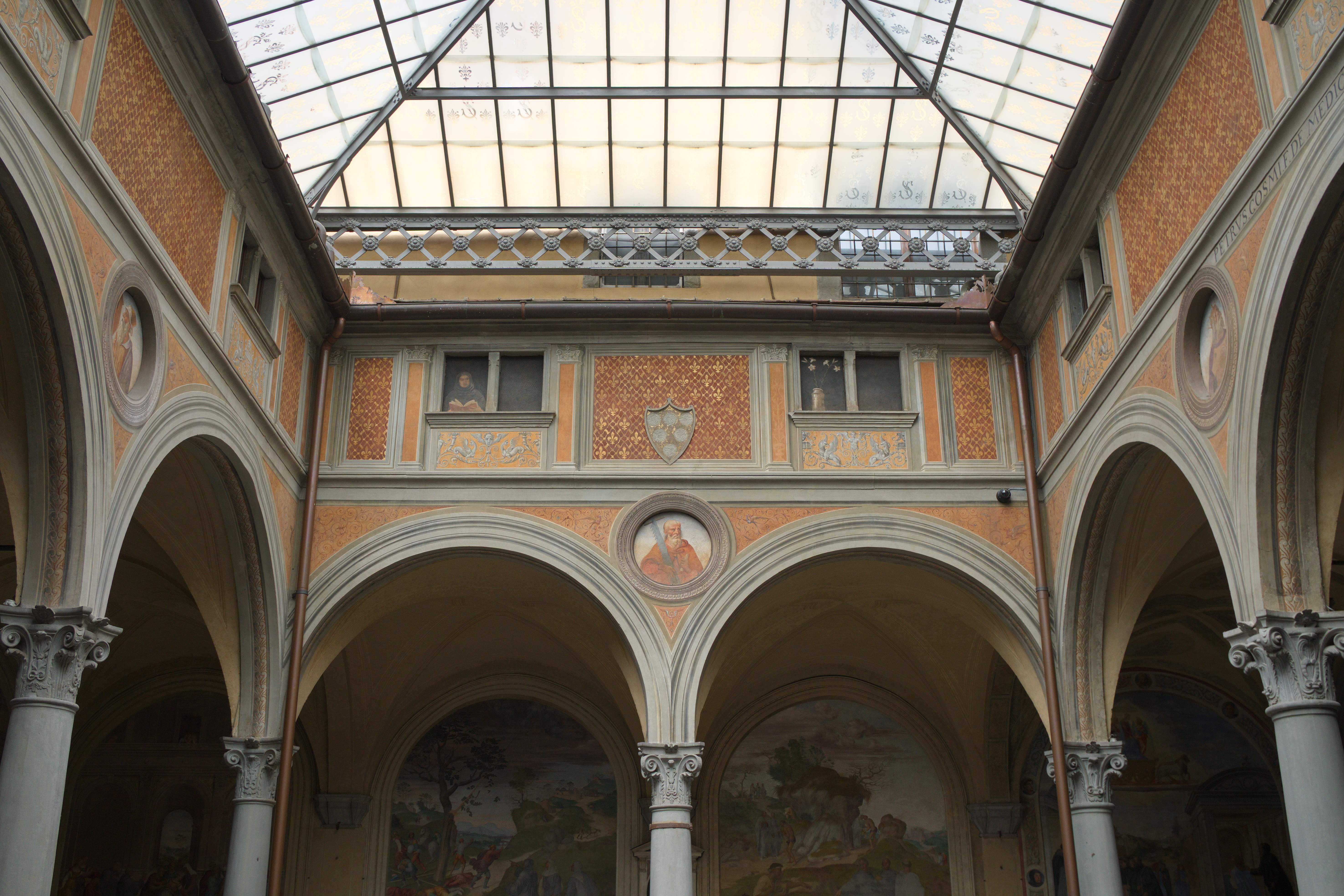
Decorazione al fresco di Chiostrino dei Voti, Basilica della SS Annunziata, 1510–14

Fu attivo a palazzo Strozzi (1511), alla Cappella dei Papi in Santa Maria Novella e alla Cappella dei Priori in Palazzo Vecchio. Vasari ne ricordò la biografia accanto a un altro specialista di grottesche, Morto da Feltre.